# Wartturm (Buchen im Odenwald)

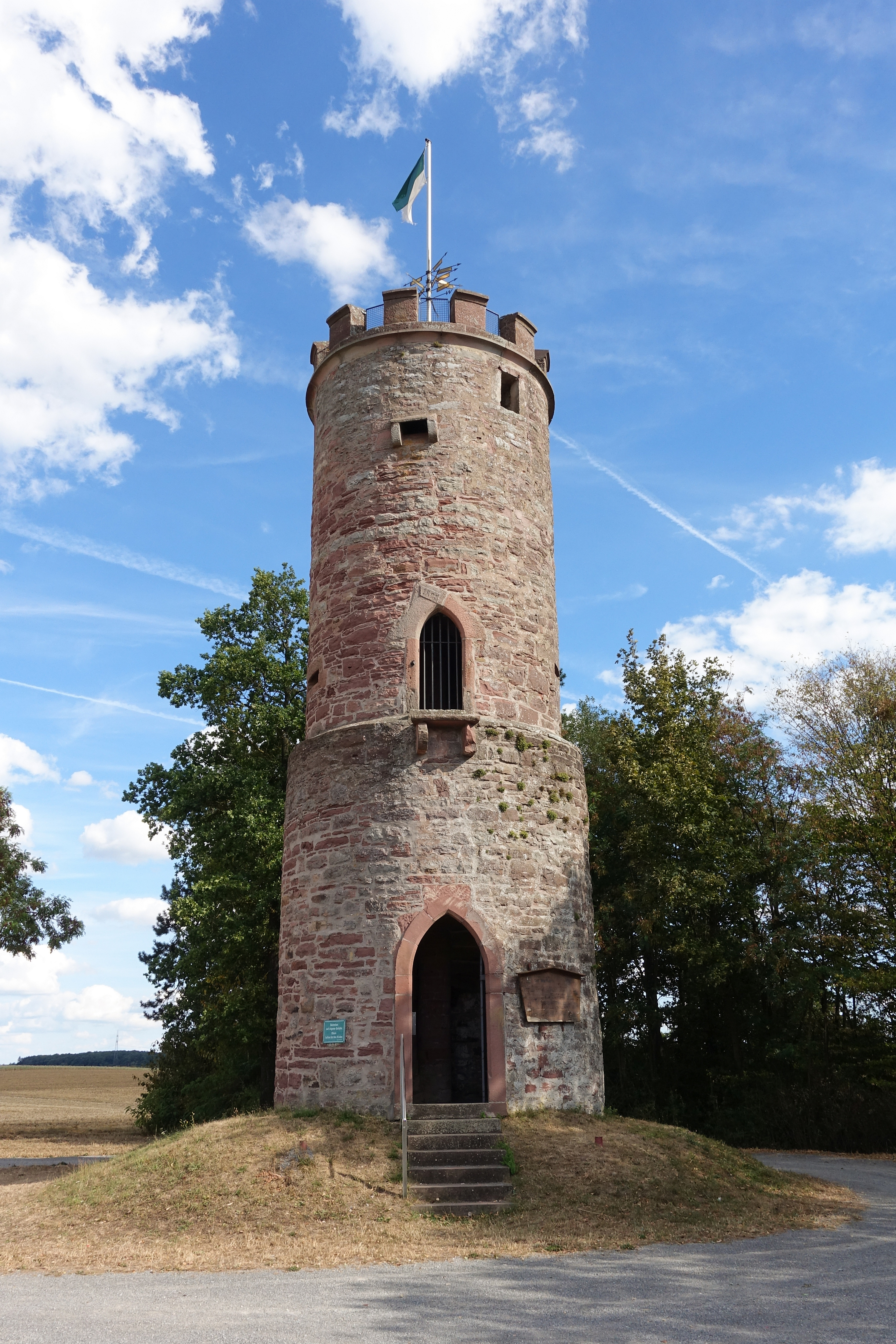
Wartturm in Buchen

Der Wartturm in Buchen (Odenwald), einer Stadt im Neckar-Odenwald-Kreis in Baden-Württemberg, steht etwa einen Kilometer südöstlich der Stadtmitte auf dem Wartberg (394 m ü. NHN). Der Wartturm ist ein geschütztes Kulturdenkmal.

## Geschichte und Beschreibung

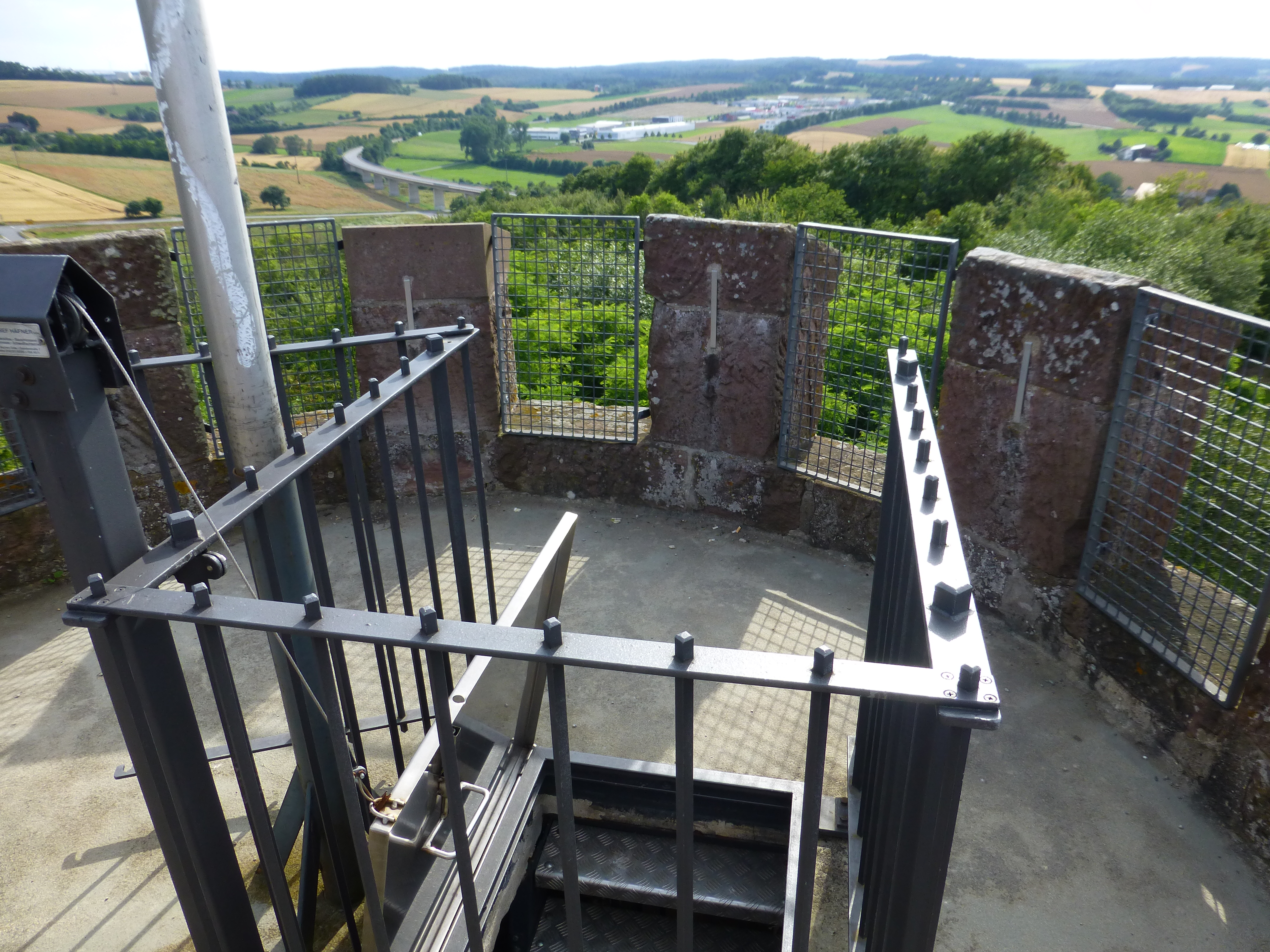
Plattform mit Blick nach Westsüdwesten

Der Wartturm wurde laut Bauinschrift im Jahre 1490 errichtet oder erneuert. Er diente der Beobachtung, um in Kriegszeiten die Bewohner der befestigten Stadt Buchen vor herannahenden feindlichen Truppen warnen zu können.
Der Turm ist aus Sandstein-Bruchsteinen errichtet. Einem fünf Meter hohen, kreisrunden Unterbau mit einem Durchmesser von fünf Metern ist ein neun Meter hoher, nur 4,40 Meter starker Oberbau aufgesetzt. Auf Höhe des Absatzes befindet sich der ursprünglich spitzbogige Einstieg, der früher nur mit einer Leiter erreicht werden konnte. Darüber ist eine Pechnase angebracht. Eine Jagdgrenzkarte aus dem Jahr 1593 zeigt den Wartturm mit rundem Spitzdach.
Im Jahr 1894 wurde der Turm umfassend instand gesetzt. Dabei brach man ins Erdgeschoss einen Eingang und baute eine Wendeltreppe ein, damit Besucher den Turm besteigen konnten. Oben wurde der Turm mit einer auf 14 Meter Höhe liegenden Plattform mit (nicht historischer) Zinnenbekrönung versehen. Die Gesamthöhe mit Brüstung beträgt 15 Meter. Eine erste Erneuerung fand im Jahr 1958 statt. Schon im Jahr 2000 musste der mittlerweile baufällig gewordene Turm von Grund auf renoviert werden. Von der Plattform des Turms, der in städtischem Besitz ist, bietet sich ein umfassender Rundblick.
Nach dem Wartturm ist die in Buchen erscheinende Zeitschrift Der Wartturm benannt.

## Öffnungszeiten
Der Wartturm ist von April bis Oktober an den Wochenenden in der Regel von 8 bis 18 Uhr zur Besteigung geöffnet.